# Raniuszek (zwyczajny)
Raniuszek (zwyczajny) (Aegithalos caudatus) – gatunek małego ptaka z rodziny raniuszków (Aegithalidae), zamieszkujący Eurazję. Nie jest zagrożony. W Polsce objęty jest ścisłą ochroną gatunkową.

## Systematyka

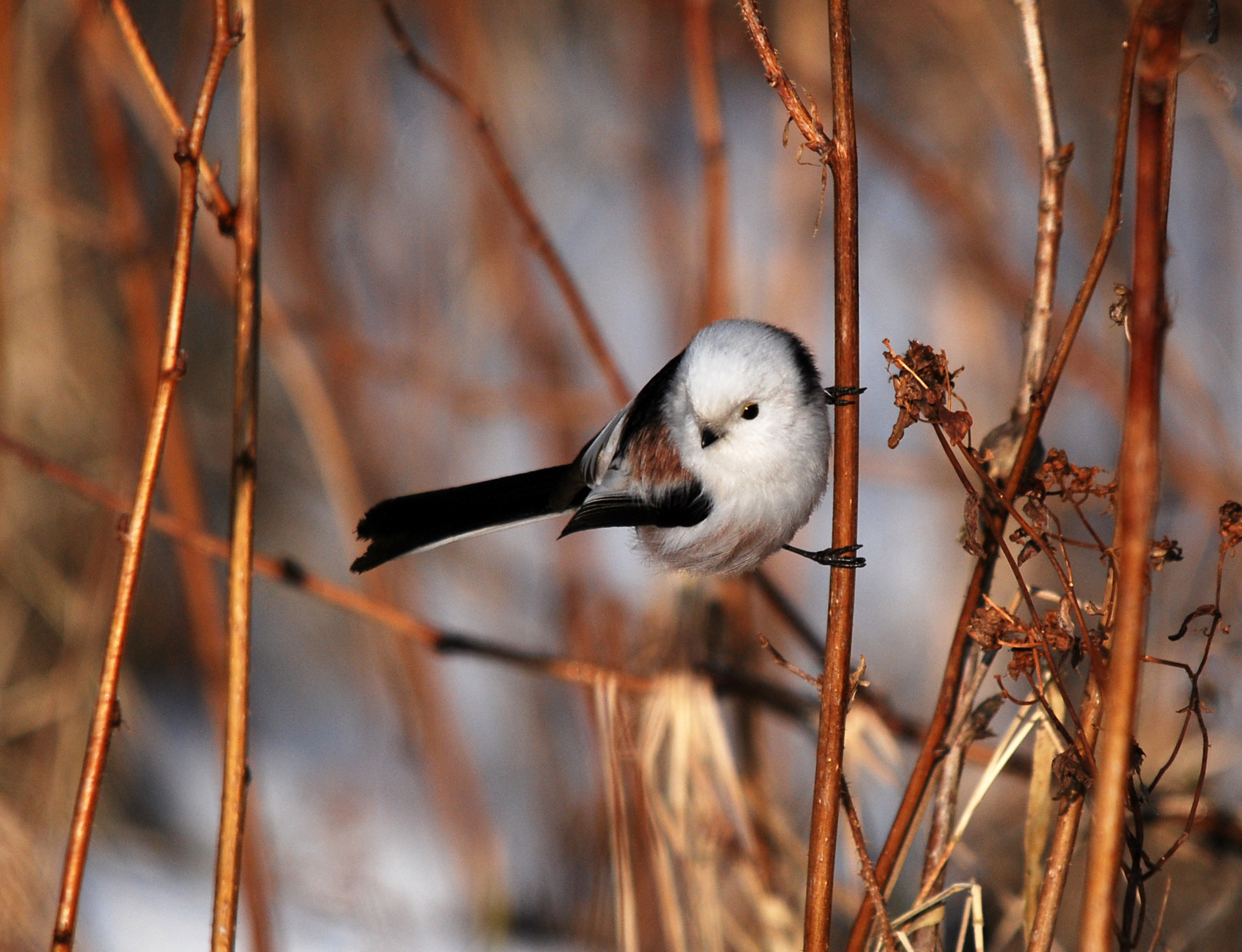
Aegithalos caudatus caudatus

Wyróżniono kilkanaście podgatunków A. caudatus:
- raniuszek (zwyczajny) (Aegithalos caudatus caudatus) – północna i wschodnia Europa do wschodniej Syberii, Japonii i Korei.
- Aegithalos caudatus rosaceus – Wyspy Brytyjskie.
- raniuszek czarnobrewy (Aegithalos caudatus europaeus) – północno-wschodnia Francja i Niemcy do północnych Włoch i Turcji.
- Aegithalos caudatus aremoricus – zachodnia Francja.
- Aegithalos caudatus taiti – południowo-zachodnia i południowa Francja do środkowej Hiszpanii i Portugalii.
- Aegithalos caudatus irbii – południowa Hiszpania i Portugalia, Korsyka.
- Aegithalos caudatus italiae – środkowe i południowe Włochy, południowo-zachodnia Słowenia.
- Aegithalos caudatus siculus – Sycylia.
- Aegithalos caudatus macedonicus – Albania i Grecja do Bułgarii i północno-zachodniej Turcji.
- Aegithalos caudatus tephronotus – wschodnia Grecja do środkowej Turcji, północnego Iraku i Syrii.
- Aegithalos caudatus tauricus – Krym.
- Aegithalos caudatus major – północno-wschodnia Turcja i Kaukaz.
- raniuszek śródziemnomorski (Aegithalos caudatus alpinus) – południowo-wschodni Azerbejdżan, północny Iran i południowo-zachodni Turkmenistan.
- Aegithalos caudatus passekii – południowo-wschodnia Turcja i południowo-zachodni Iran.
- raniuszek japoński (Aegithalos caudatus trivirgatus) – środkowa Japonia.
- Aegithalos caudatus kiusiuensis – południowa Japonia.
- Aegithalos caudatus magnus – środkowa i południowa Korea, Cuszima.

Za podgatunek raniuszka często uznawano też raniuszka czarnołbistego (A. glaucogularis).

## Występowanie

### Zasięg występowania
Zamieszkuje większość obszaru Europy i Azję (wąski pas biegnący przez Azję Środkową do Chin, Japonii, Kamczatki). Niekiedy zalatuje do północnej Afryki (stwierdzony w Tunezji i Maroku). Nie spotkamy go na dalekiej Północy. Częściowo wędrowny (przeloty od marca do kwietnia, odloty od października do listopada, a niektóre migracje mają charakter inwazyjny), ale większość populacji jest osiadła. Koczuje od września do listopada. Wyróżnia się około 17 podgatunków.
W Polsce nieliczny lub średnio liczny ptak lęgowy (podgatunek nominatywny A. caudatus caudatus). W niektórych latach pojawia się masowo podczas przelotów. Raniuszki czarnobrewe (z podgatunku A. caudatus europaeus) obserwuje się poza sezonem lęgowym w całym kraju, ale zwłaszcza na zachodzie. Na Dolnym Śląsku sporadycznie gniazdują, tam i w innych regionach spotyka się niekiedy również pary mieszane z podgatunkiem nominatywnym. Objęty ochroną gatunkową. W górach raniuszki spotyka się do 1100 m n.p.m. Najczęściej raniuszka widuje się jesienią i zimą na jego terenach lęgowych. Dominuje podgatunek o białej głowie, ale spotyka się formę z szerokimi brwiami sięgającymi do grzbietu. Zimuje w lasach liściastych i mieszanych. Według szacunków Monitoringu Pospolitych Ptaków Lęgowych, w latach 2013–2018 populacja lęgowa raniuszka w Polsce liczyła 109–139 tysięcy par.

### Środowisko
Lasy liściaste i mieszane, bory, młodniki, skraje lasów, zadrzewienia śródpolne, dawniej również parki i ogrody, które obecnie omija. Preferuje siedliska z bujną roślinnością i brzozami – to na nich najczęściej budują swe gniazda. Drzewo to dorastając w pewnym momencie zaczyna rozwidlać bowiem gałęzie w kształt litery „V”, u ich nasady najczęściej lokowane jest gniazdo. Nie gnieździ się również w zadrzewieniach śródpolnych. Zimą można spotkać te ptaki w większej ilości wraz z sikorami w pobliżu siedzib ludzkich.

## Morfologia

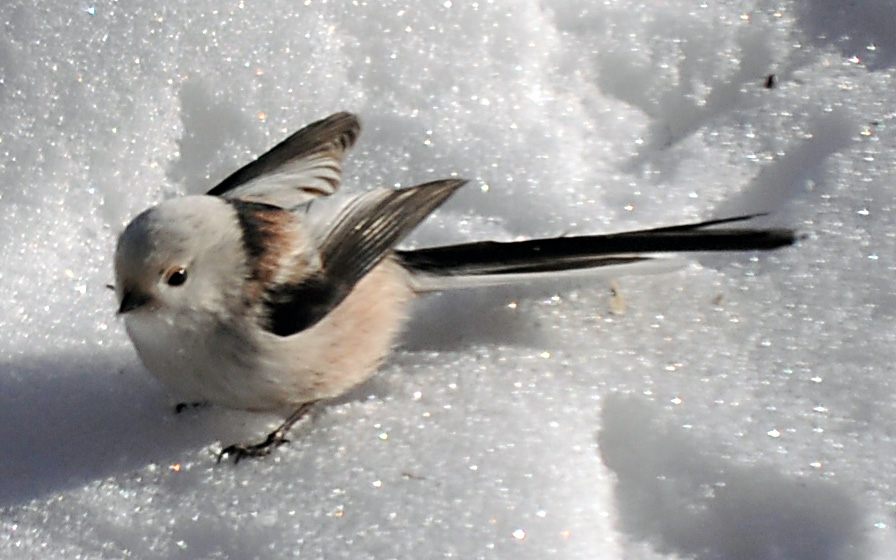
Forma skandynawska

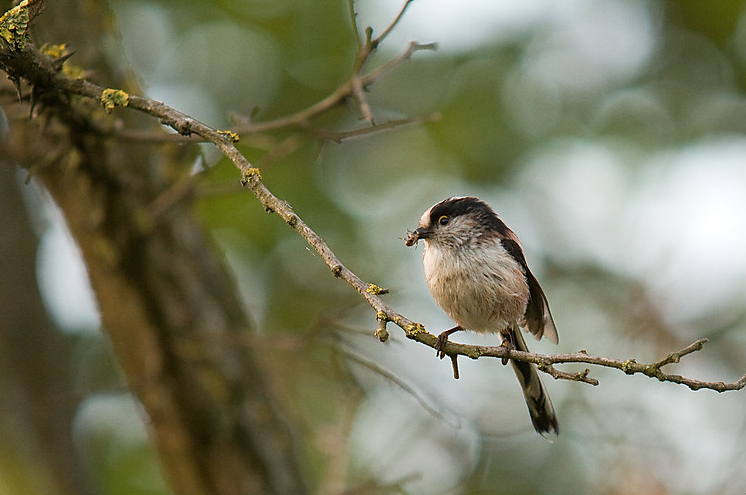
Dorosły osobnik formy kontynentalnej

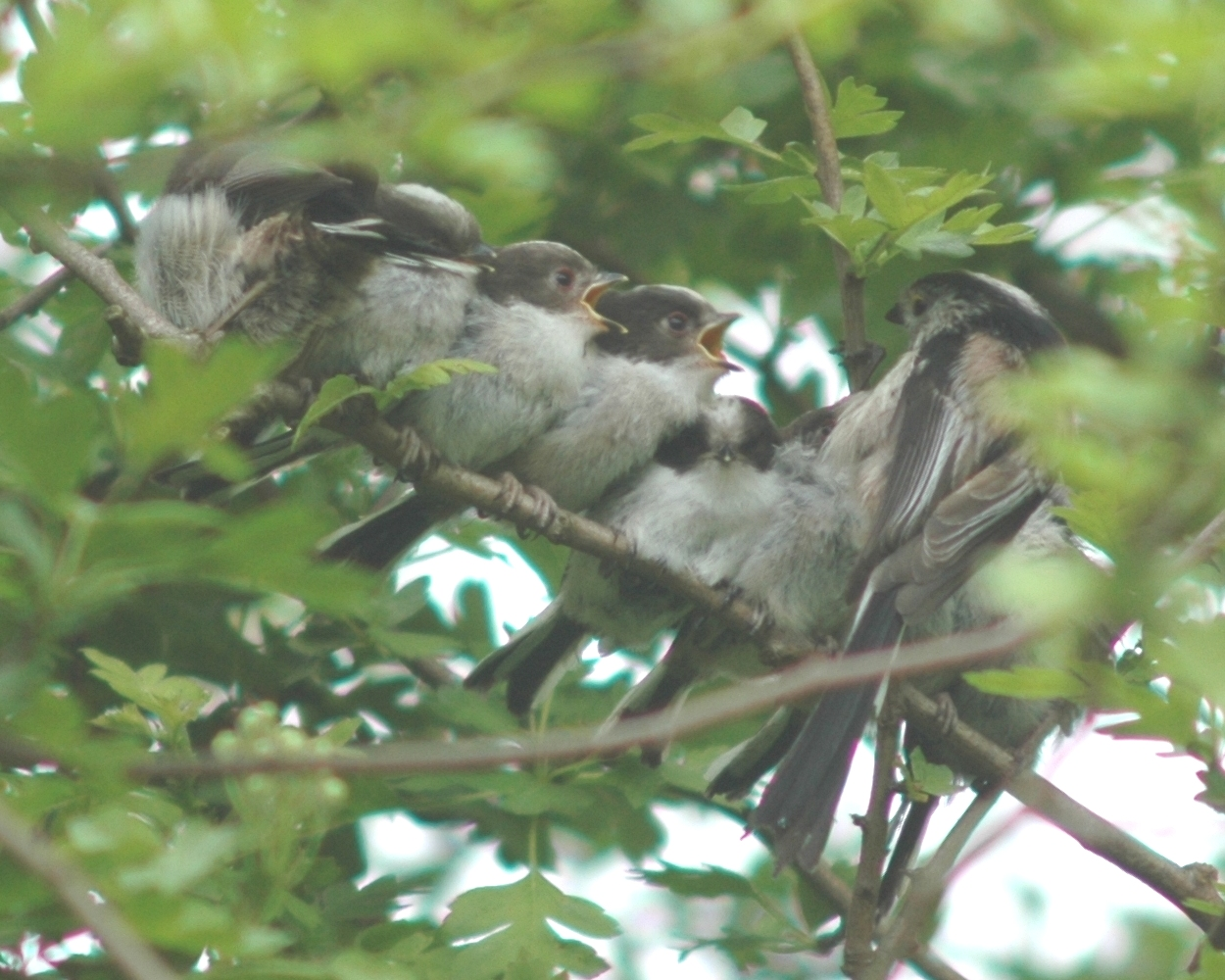
Forma brytyjska Aegithalos caudatus rosaceus z ośmioma młodymi

Powabny ptak pod względem zachowania i upierzenia. Zachowaniem przypomina sikorę, ale różni się od niej wyraźnie puszystą sylwetką i długim schodkowatym ogonem. Charakterystyczna sylwetka: kulisty tułów i nieproporcjonalnie długi, czarno-biały ogon. Obie płcie ubarwione jednakowo. Wierzch ciała i skrzydła czarne, czarnobrązowe lotki z wąskimi białymi brzegami (lamówkami). Na brązowych bokach ciała winne plamy. Ogon czarny z białymi brzegami (skrajne sterówki są biało zakończone) stanowi długość aż dwóch trzecich ciała. Pióra na barkach oraz kuper bladoczerwone. Brzuch biały z delikatnym różowym nalotem. Głowa czysto biała (u podgatunku A. c. caudatus) lub biała z czarną, szeroką pręgą nad okiem (u podgatunku A. c. europaeus) łączącą się na karku, szyja biała. Oko z czerwoną obwódką i z czarnobrązową tęczówką. Dziób czarny, malutki, spiczasty, sztywny i stożkowaty. Czarne są również nogi. Młode ciemniejsze, mniej różowe i z krótszym ogonem. Pisklęta są szaro upierzone i nie mają ciemnego grzbietu.
Przynależność do danego podgatunku raniuszka można poznać po ubarwieniu głowy. Północne populacje mają białe pióra na głowie i czysto biały spód ciała, a południowe czarną brew nad okiem. W Europie istnieje dość szeroki pas, gdzie obie formy barwne mogą się krzyżować, dając mieszańce o różnie ubarwionej głowie. Natomiast w oparciu o wykształcenie sterówek określa się wiek złapanego osobnika. Młode ptaki w pierwszym roku życia mają środkowe sterówki wyraźnie krótsze. U starszych raniuszków pióra ogonowe są jednakowej długości. Jest dużo mniejszy od wróbla.

### Wymiary średnie
długość ciała13–16 cm, w tym ogon o długości 6–10 cm

rozpiętość skrzydełok. 16–19 cm

### Masa ciała
ok. 7–10 g

### Głos
Odzywają się bardzo cichym, miękkim i metalicznym „sik sik” lub „terr terr”. W locie wydaje wysokie „cij”. Niewyraźna i piszcząca piosenka raniuszka nie jest jednak zbyt charakterystyczna.

## Pożywienie
Mały dziobek raniuszka jest zbyt słaby, by ptaki te mogły poradzić sobie z twardym lub zamarzniętym pożywieniem. Dlatego żywią się one wyłącznie owadami (np. mszycami), ich larwami i jajami, pająkami lub innymi małymi bezkręgowcami. Raniuszek swym ostrym dziobem wyjmuje owady z pęknięć w korze lub na rozgałęzieniach drzew. Zbiera je też z powierzchni gałęzi, ich czubków i liści. Porusza się przy tym lekko i zgrabnie. Ptaki te żywią się też nasionami i jagodami, tak miękkimi, że mogą je bez problemu rozłupać. Ich ulubionymi krzewami są trzmielina i wiciokrzew. Po przejrzeniu jednego drzewka falistym lotem przelatują na następne, gdzie kontynuują poszukiwania. Towarzyszy temu charakterystyczny głos kontaktowy. Raniuszki zaliczano kiedyś do sikorek – podobnie jak one potrafią zawisnąć na gałęzi głową w dół. Często trzymają się tylko jedną nogą, a drugą przytrzymują jedzenie. Zimą, z nastaniem silnych mrozów, raniuszki głodują, zwłaszcza kiedy gałązki okryte są pancerzem lodu.

## Tryb życia i zachowanie

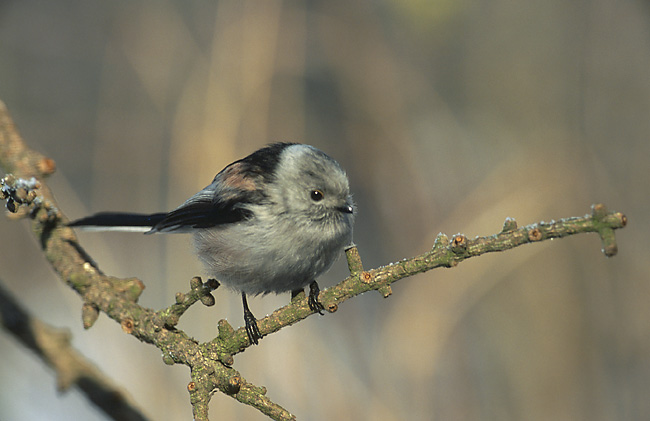
Raniuszek rzadko przebywa samotnie

Tylko wyjątkowo można spotkać raniuszka samego. Najczęściej ptaki te łączą się w rodzinne stadka. Na początku pory lęgowej liczą one najwyżej pięć ptaków, a później, jesienią i w zimie, koczujące stada rozrastają się do 20 lub więcej osobników. Zimowe stada tworzy kilka rodzin. Razem przeszukują drzewa ze zręcznością myszy. Potrafią dostrzec nawet dobrze poukrywane owadzie jaja, poczwarki czy larwy. Wiosną raniuszki bronią swych gniazdowisk. Poza porą lęgową stada strzegą źródła pożywienia i miejsca noclegów przed innymi ptakami. W zimie wszystkie raniuszki przemieszczają się w poszukiwaniu pożywienia, nie są to jednak ptaki wędrowne i przez wiele lat przebywają w tym samym regionie. Do ich stad przyłączają się z reguły liczne sikorki, pełzacze i mysikróliki. Łączenie się w duże stada, w których wszystkie ptaki współpracują, zwiększa szanse przeżycia raniuszków. Nocują, siadając obok siebie na gałęzi z nastroszonymi piórkami, tak aby ich małe ciała w miarę możliwości nie traciły ciepła. Później, wiosną, każda para nocuje w swym ciepłym gnieździe. W okresie lęgowym raniuszki są skryte i starają nie rzucać się w oczy. Ptaki te słabo latają, choć są ruchliwe i zwinnie skaczą po gałęziach.

## Rozród

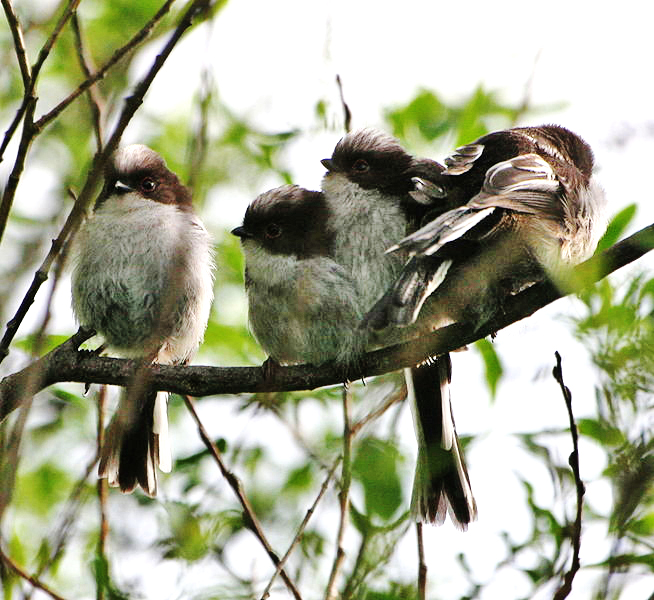
Młode raniuszki

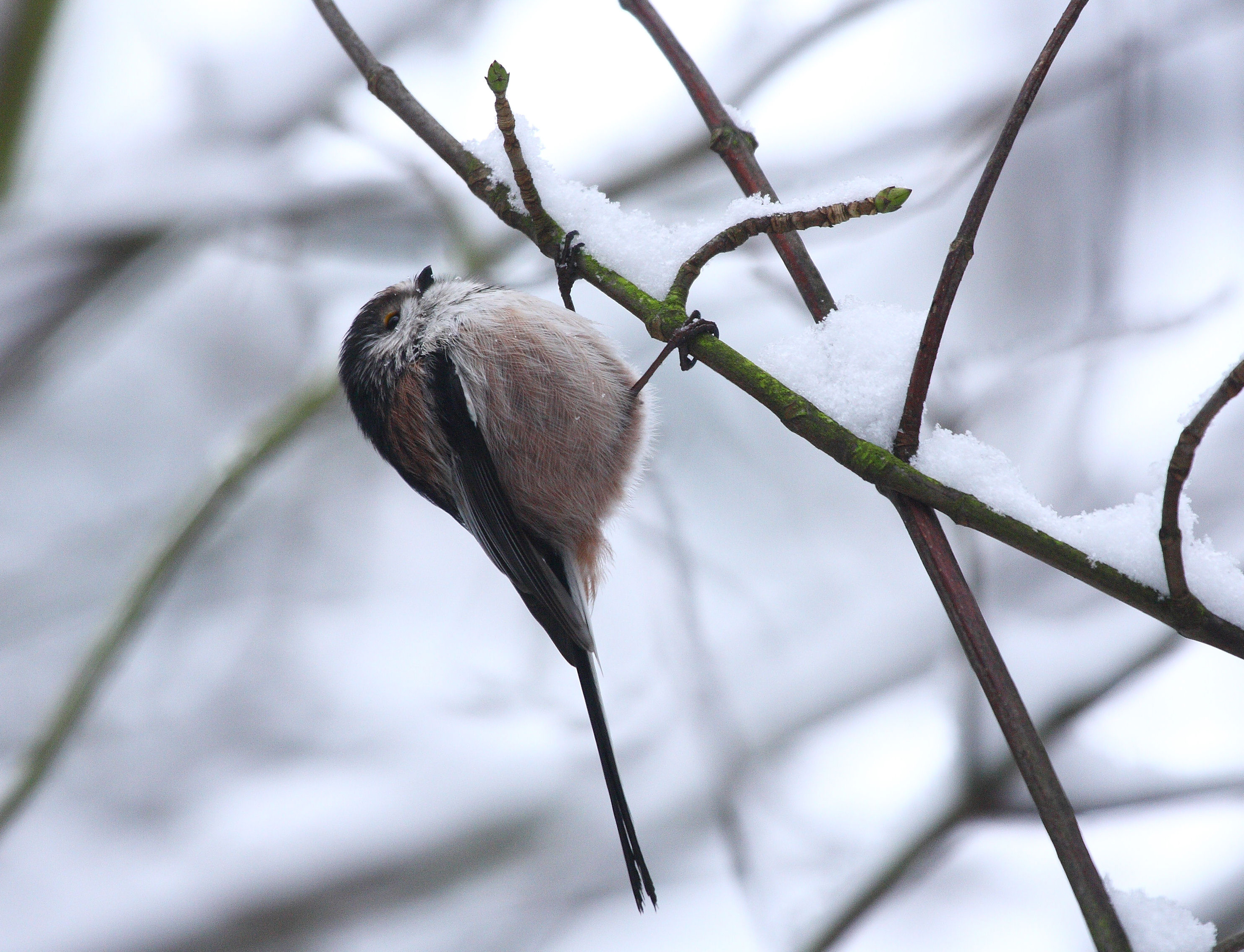
Zimą spotyka się rodzinne stada raniuszków

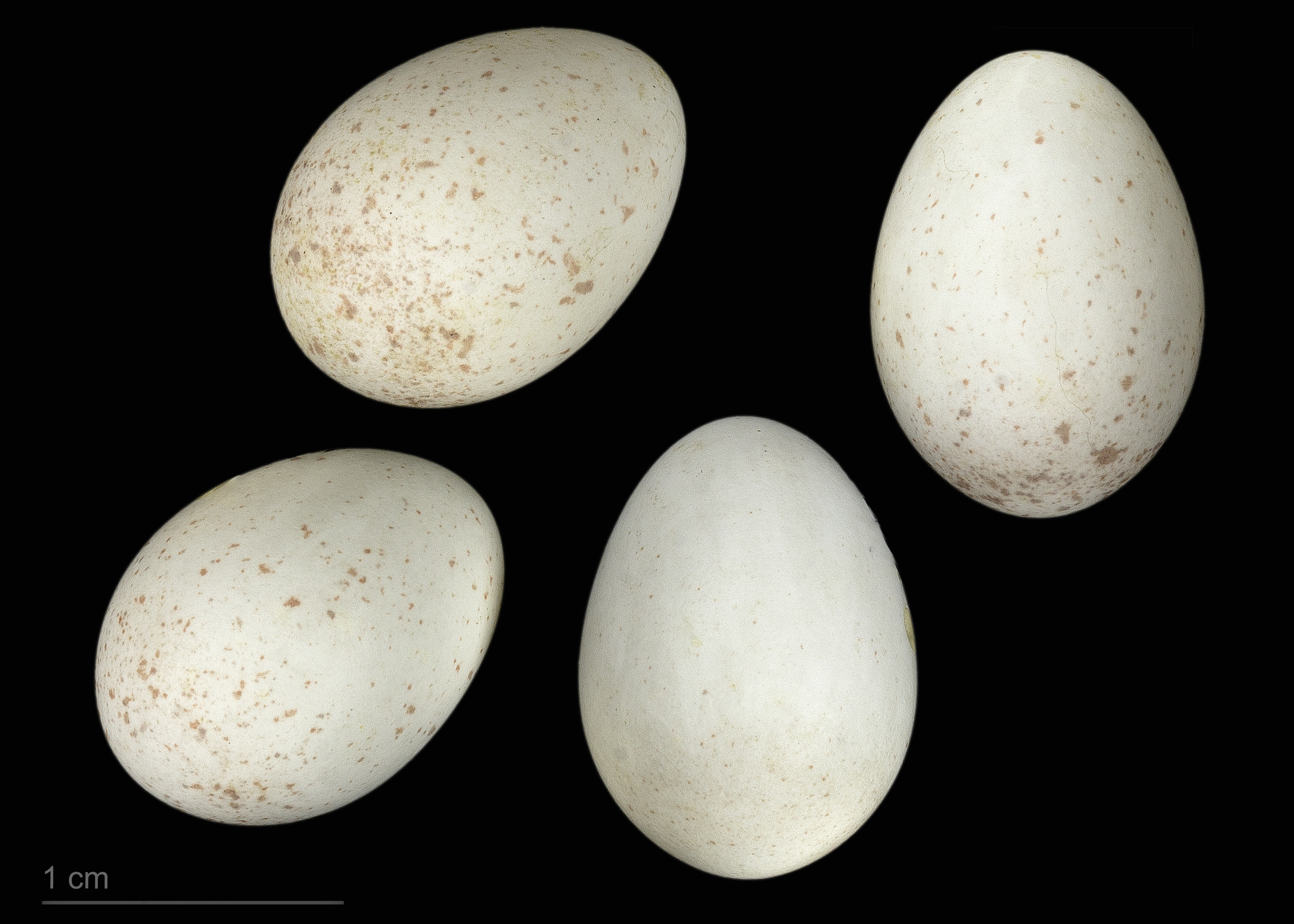
Jaja raniuszka

Gdy zimą pogoda zaczyna być łagodniejsza, już w lutym duże stada raniuszków zaczynają rozpadać się na mniejsze grupki samic i samców. Pod koniec marca większość par ma już własne terytorium na gniazdo. Znajdują się one na tym samym terenie, gdzie stadko przebywało zimą i szukało pokarmu. W każdym stadzie gniazduje jednak tylko para przywódców, pozostałym samcom i samicom przypada rola pomocników, pomagających gniazdującej parze karmić potomstwo. Pomocnicy ci najczęściej są krewnymi przywódcy. Tworzone pary są monogamiczne.

### Gniazdo
Każda para przez prawie trzy tygodnie zbiera materiał i buduje skomplikowane, jajowate, wiszące, dość duże gniazdo z bocznym wejściem od góry. W tym okresie partnerzy ani na chwilę nie rozłączają się od siebie. Raniuszki zaczynają jego budowę od dna, potem wznoszą ściany. Materiałem budowlanym tej zamkniętej konstrukcji jest mech łączony pajęczyną, włóknami roślinnymi (np. cienkimi źdźbłami traw) oraz puch z przekwitłych topoli. Ptaki dodają kolejne warstwy, a na końcu formują mały, owalny otwór wlotowy. Zewnętrzną ścianę gniazda maskują porostami, kokonami, strzępami pajęczyn i mchami, które znajdują się w pobliżu, wnętrze wyściełają grubą warstwą piórek. Kulisty lub owalny kształt gniazda różni je od lęgowisk sikor.
Są położone blisko pnia na rozwidleniach gałęzi krzaku lub drzewa liściastego na różnej wysokości (czasem też na jałowcu, świerku, częściej wyżej położone) dość daleko od siebie, więc nie tworzą kolonii. Mają kształt misternie uwitej wydłużonej pionowo kuli ze skośnie położonym otworem. Budowa gniazda najpierw wykonywana jest przez jednego z partnerów, który wykorzystuje tylko przyniesiony przez siebie budulec w dziobie. Drugi czeka w tym czasie, aż pierwszy dokończy swoją część, a następnie kontynuuje budowę. Ukrycie gniazda jest tak dobre, że często można je zlokalizować tylko w trakcie przylotu rodziców z pokarmem.

### Jaja
Sezon lęgowy trwa od kwietnia do maja. Ptak wyprowadza 1–2 lęgi w ciągu roku. Samica raniuszka znosi od 7 do 10 rdzawo, drobno nakrapianych, białych lub żółtawych jaj o średnich wymiarach: 14 x 12 mm i stosunkowo dużej masie w porównaniu do masy ciała samicy. Przy masie ciała samicy 8,5 g i masie jaja średnio 0,94 g stosunek ten wynosi ok. 11%. Uwzględniając 10 jaj w zniesieniu otrzymujemy stosunek masy jaj do masy ciała samicy ok. 110% – jeden z najwyższych wśród polskich ptaków. Jaja często są niszczone przez inne zwierzęta. Niebezpieczeństwo jest największe szczególnie na początku pory lęgowej, kiedy gniazdo nie jest jeszcze dobrze zakryte liśćmi.

Czasem w gnieździe raniuszka można znaleźć nawet 20 jaj. Oznacza to jednak, że zostały zniesione przez dwie samice.

### Wysiadywanie
Jaja wysiadywane są przez 12–13 dni tylko przez samicę. W tym czasie samiec ją dokarmia. Potomstwem, gniazdownikami, rodzice opiekują się wspólnie je karmiąc. Pisklęta opuszczają gniazdo po 15–20 dniach. Potem przebywają w pobliżu miejsca wyklucia w małych stadkach.

## Status i ochrona
IUCN uznaje raniuszka za gatunek najmniejszej troski (LC, Least Concern). Liczebność światowej populacji, obliczona w oparciu o szacunki organizacji BirdLife International dla Europy z 2015 roku, zawiera się w przedziale 40–80 milionów dorosłych osobników. Globalny trend liczebności populacji uznawany jest za stabilny.
Na terenie Polski gatunek ten jest objęty ścisłą ochroną gatunkową. Na Czerwonej liście ptaków Polski został sklasyfikowany jako gatunek najmniejszej troski (LC).
Raniuszek to symbol Ogólnopolskiego Towarzystwa Ochrony Ptaków. Jego logo zaprojektował Jerzy Desselberger, a po raz pierwszy zaprezentował go na łamach kwartalnika „Ptaki” w 1993 roku. Od tego momentu ptak znalazł się w herbie organizacji.